# Conca de Sichuan

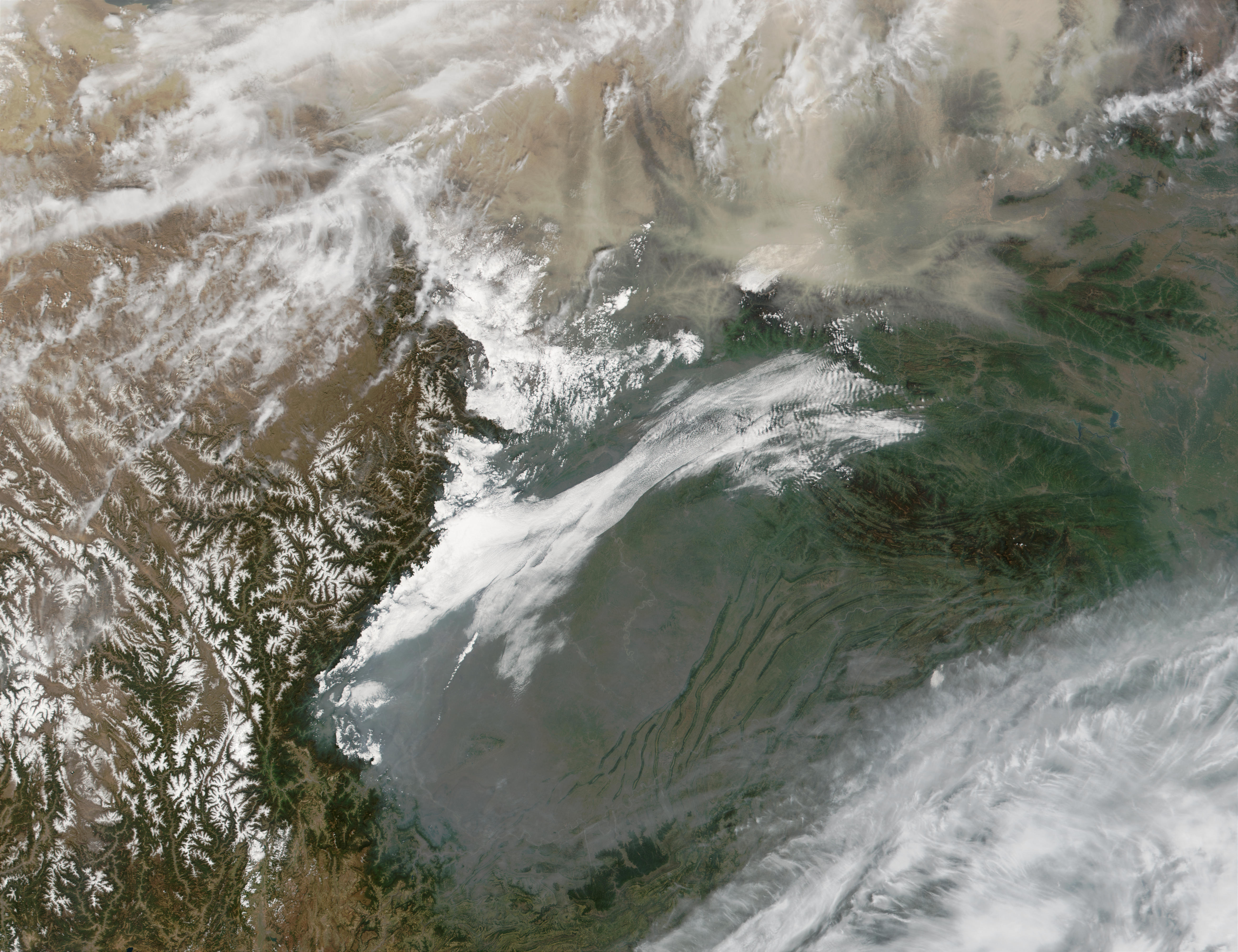
Conca de Sichuan.

La Conca de Sichuan (xinès tradicional: 四川盆地, xinès simplificat: 四川盆地) és una regió de terres baixes al sud-oest de la Xina. Malgrat el seu nom històric, aquest no és només sinònim de província de Sichuan, composta per la seva part central i oriental, així com per part de la municipalitat de Chongqing (la qual era, fins a 1997, políticament part de Sichuan). A causa de la seva relativa forma plana i terres fèrtils, és densament poblada amb una població de més de 100 milions de persones. A més de ser una característica geogràfica dominant de la regió, la conca de Sichuan, també constitueix un àmbit cultural que es distingeix pels seus propis i únics costums, cuina, i dialectes. També es coneix com la "Conca Roja". És famosa pel cultiu de l'arròs. També és la principal regió productora de gas de la Xina.